# Mandisa Maya

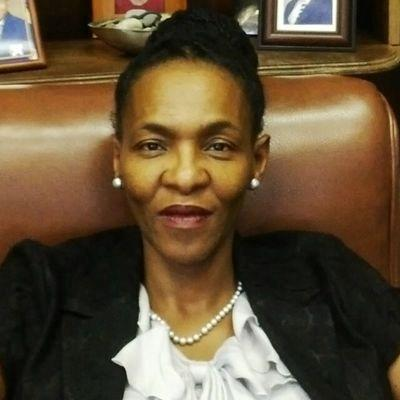
Mandisa Maya (2017)

Mandisa Muriel Lindelwa Maya (* 20. März 1964 in St. Cutherts, Tsolo, Transkei, heute Provinz Ostkap) ist eine südafrikanische Juristin. Seit 2024 ist sie als Präsidentin des Verfassungsgerichts der Republik Südafrika die erste Oberste Richterin Südafrikas.

## Leben und Wirken
Maya wuchs in King William’s Town und Umtata (seit 2004 Mthatha) auf. Ihr Matric absolvierte sie am St Johns College in Umtata. Sie studierte zunächst an der Universität von Transkei und erwarb dort 1986 den Abschluss „BProc“. Das anschließende Studium der Rechtswissenschaften an der Universität von Natal schloss sie 1988 mit dem Erwerb des Bachelor of Laws ab. 1990 erwarb sie als Fulbright-Stipendiatin an der Duke University auch den Master of Laws. 1991 kehrte sie nach Südafrika zurück und war zunächst als Rechtsberaterin in Umtata tätig, bevor sie 1993 zur südafrikanischen Anwaltschaft zugelassen wurde. Im selben Jahr begann sie eine Tätigkeit als Dozentin an der Universität von Transkei. Nachdem sie bis 1999 als Rechtsanwältin praktiziert hatte, trat Maya in diesem Jahr in den südafrikanischen Justizdienst und wurde als Richterin am Gerichtshof von Umtata eingesetzt. Im folgenden Jahr erhielt sie eine Planstelle an diesen Gericht. Nach weiteren Tätigkeiten unter anderem am Arbeitsgericht von Grahamstown und den Gerichtshöfen von Port Elizabeth und Bisho wechselte sie 2005 an das Oberste Berufungsgericht von Südafrika. 2011 wurde sie zur Richterin am Verfassungsgericht der Republik Südafrika ernannt. Parallel dazu war sie auch am Verfassungsgericht von Namibia und dem Berufungsgericht von Lesotho tätig. 2017 wurde Maya zur Präsidentin des Obersten Berufungsgerichts ernannt, kehrte aber 2022 als stellvertretende Präsidentin an das Verfassungsgericht ernannt. Dort wurde sie am 1. September 2024 als erste Frau zu dessen Präsidentin gewählt und ist seitdem als erste Frau in der Geschichte des Landes Oberste Richterin Südafrikas.
Von 2013 bis 2016 war sie Vorsitzende der South African Law Reform Commission. Seit 2021 hat sich die Funktion als Chancellor der Universität von Mpumalanga inne.
Maya wird in Fachkreisen hoch geschätzt und genießt den Ruf von Integrität und Unabhängigkeit, verbunden mit einem Gespür für die Auswirkungen geschlechtsspezifischer Gewalt und sozioökonomischer Ungleichheiten in der südafrikanischen Gesellschaft. In ihrer Rechtsprechung und daneben durch weitergehendes Engagement setzt sie sich für eine Gleichstellung der Geschlechter in der Justiz und auch der übrigen Gesellschaft ein. Ihr wurden Ehrendoktorwürden von der Nelson Mandela University (2018), der Walter-Sisulu-Universität (2019), der University of Fort Hare (2020) und der Universität von Südafrika (2023) verliehen.
Maya ist mit Dabulamnazi Mlokoti verheiratet und Mutter von drei Kindern.